# Muchomůrka
Muchomůrka (Amanita) je rod hub z čeledi muchomůrkovitých (Amanitaceae) zahrnující asi 600 druhů. Některé muchomůrky jsou jedlé a vysoce ceněné (jako např. muchomůrka císařská či muchomůrka růžovka), mnoho z nich je však jedovatých a smrtelně jedovatých. Odhaduje se, že zástupci rodu muchomůrka jsou zodpovědní za cca 95 % smrtelných otrav houbami, přičemž něco málo přes polovinu připadá na vrub jedinému druhu, muchomůrce zelené.[kde?][zdroj?]

## Etymologie
Slovo muchomůrka znělo původně muchomorka či muchomor (u Jungmanna) a odráželo skutečnost, že se plodnice muchomůrky červené dříve používaly na likvidaci much. Plodnice se máčela v mléce, pocukrovala a pak se zavěsila v místnosti. Mouchy se přiletěly nasosat, omámené spadly dolů, kde je stačilo jednou za čas zašlápnout, případně jinak zlikvidovat (například tam nechat vědro s vodou, aby se mouchy utopily).